# Сатклифф, Марк
Марк Сатклифф (англ. Mark Sutcliffe; род. 14 июля 1968 в Оттаве, Онтарио, Канада) — канадский политик, 59-й мэр Оттавы с 2022 года. Прежде чем заняться политикой, он вёл программу Ottawa Today на радио 1310News. Сатклифф — первый канадец китайского происхождения и представитель группы видимого меньшинства, занявший должность мэра Оттавы.

## Биография
Марк Сатклифф родился в Оттаве в больнице Риверсайд 14 июля 1968 года в семье Джона Майкла Сатклиффа и Флоренс Нг-Елим. Дед Сатклиффа по материнской линии, Ксавье, родился в китайской семье на Маврикии в 1902 году. Бабушка Сатклиффа по материнской линии, Иоланда, была француженкой, и они вдвоём переехали в Шанхай, откуда перебрались в Канаду во время гражданской войны в Китае. Джон Сатклифф также был иммигрантом, родом из Йоркшира в Англии. Джон и Флоренс познакомились во время работы в компании Metropolitan Life Insurance. Сатклифф вырос в Маккеллар-парке в Уэст-Энде, одном из районов Оттавы. Он окончил среднюю школу Святого Пия X, а затем изучал политологию в Карлтонском университете в течение одного года, прежде чем бросить учёбу и устроиться на радиостанцию CHEZ 106. В это же время он начал читать новости в CFRA, а затем стал репортёром в Ottawa Business News и был первым комментатором игры в бейсбольной команде Ottawa Lynx. Затем он основал Ottawa Business Journal, где познакомился со своей женой Джинни.

## Политическая карьера
Сатклифф был избран мэром Оттавы на муниципальных выборах 2022 года. Сатклифф, которого называют центристом, победил Кэтрин Маккенни, прогрессивного члена совета, поддерживаемого многими членами Новой демократической партией и некоторыми либеральными деятелями. Сатклиффа поддерживали многие действующие либеральные и консервативные политики.
Он первый канадский мэр Оттавы, а также её первый мэр из видимой группы меньшинств. Несмотря на это, Сатклифф признаёт, что в своей карьере он извлёк выгоду из расовых привилегий, родившись «явно белым» без «каких-либо азиатских черт».